# Ljudevit Selo
Ljudevit Selo is een plaats in de gemeente Daruvar in de Kroatische provincie Bjelovar-Bilogora. De plaats telt 253 inwoners (2001).